# Tim Burton
Timothy William Burton (Burbank, Califòrnia, 25 d'agost de 1958) és un director de cinema estatunidenc.
Les seves pel·lícules fosques i surrealistes estan inspirades en l'escriptor estatunidenc Edgar Allan Poe. Moltes d'aquestes pel·lícules són amb l'actor estatunidenc Johnny Depp, com ara: Alice in Wonderland, Sweeney Todd, Charlie i la fàbrica de xocolata, Sleepy Hollow, o Edward Scissorhands, o amb Helena Bonham Carter, la que va ser la seva parella des del 2001 fins al 2014 i mare dels seus fills.

## Biografia
Dibuixant, escriptor i artista plàstic, Burton ha col·laborat també en altres produccions animades, començant la seva carrera a la factoria Disney, on va participar en la pel·lícula Tod i Toby (1981) tot i que a la pel·lícula no hi van afegir cap dels seus dibuixos.
La seva primera pel·lícula com a director va ser Vincent, on feia servir la tècnica de quadre per quadre (stop-motion). Els diàlegs estaven escrits en vers, tot fent un clar homenatge a Edgar Allan Poe. L'argument gira al voltant d'un nen que, com Burton, idolatra al seu ídol de la pantalla, des de la seva infància, Vincent Price.
Ja des de la seva òpera prima, es veu en el director una clara inclinació per tot allò gòtic, fantàstic, romàntic i extravagant. Arran d'això ha creat una estètica molt personal en les seves obres; amb personatges estranys, exclosos de la societat o d'altres personatges populars que no se senten en concordança amb el seu estatus.
El primer llargmetratge de Burton va ser l'adaptació de Pee-Wee's Big Adventure (La gran aventura de Pee-Wee) (1985). Aquesta va rebre critiques molt negatives, però aquest fet va donar a conèixer el peculiar i especial sentit de la creativitat d'aquest gran director de cinema. Després va continuar amb Beetlejuice (1988), una comèdia de fantasmes d'humor negre. Aquesta cinta a més de catapultar-lo a la fama va popularitzar a tot el món la seva particular visió i la seva no sempre compresa estètica.
Gràcies a aquest treball li van encarregar més endavant portar Batman al cinema (1989), escollint com a protagonista a Michael Keaton (amb qui ja havia treballat a Beetlejuice) i com a dolent Joker a Jack Nicholson. La pel·lícula va resultar un èxit comercial, cosa que va precipitar una seqüela, igualment dirigida per Burton: Batman Returns (Batman torna) (1992).
Després va arribar Edward Scissorhands el 1990, un dels seus projectes personals, fora de l'ambient de vendes i popularitat. Les actuacions de Johnny Depp, Winona Ryder i Dianne Wiest van aconseguir que aquesta cinta esdevingués una pel·lícula de culte. La causa, potser, és la seva estètica visual portada al límit, tant en la composició de quadres com en els colors i els dissenys dels llocs, dels personatges i dels objectes. L'argument de la pel·lícula, a més aporta una dosi del romanticisme més innocent, ja que la història es veu a través dels ulls del protagonista; un jove que no sabia el que era l'amor. És tal el sentiment que exerceix que resulta emotiu i entranyable al mateix temps.
Des de 1990, Burton havia estat treballant com a productor i director d'art en un projecte que havia esbossat des dels seus anys d'animador a la Disney Nightmare Before Christmas (1993) (Malson abans de Nadal), una cinta d'animació quadre per quadre (stop motion) amb ninots tridimensionals. La pel·lícula va ser dirigida per Henry Selick i va aconseguir més seguidors per Burton, que molts cops és confós com a director de la pel·lícula. La banda sonora de la pel·lícula va ser composta per Danny Elfman, un músic que sempre ha estat al costat del director. Les seves cançons van convertir Nightmare Before Christmas en un gran musical. El disseny de les escenografies, els personatges i el guió van aconseguir fer d'aquesta pel·lícula una petita obra mestra no gaire compresa per la crítica.
Burton mai ha negat la influència que ha rebut de la ciència-ficció sobretot d'aquella que venia del cinema camp, de les pel·lícules de baix pressupost que es feien als anys 50, les de monstres, vampirs i altres atrocitats. Aquesta influència es va bolcar de ple al film Ed Wood (1994), de nou amb Johnny Depp en el paper principal. Com el títol indicava, la cinta era la biografia del tristament cèlebre director de cine Edward D. Wood Jr.; el que per a molts és el pitjor director de la història del cinema. Les pel·lícules de Wood estaven trufades de gags del pitjor gust; la seva temàtica era la ciència-ficció, el terror i el transvestisme. Encara que ell, innocentment, creia que era un director equiparable a Orson Welles. Per Burton era una pel·lícula especial, ja que la relació que estableixen Wood i Lugosi el feia identificar amb la que aquest tenia amb Vincent Price.
Immers en la iconografia kitsch dels anys 50, el següent projecte de Burton va ser Mars Attacks!, ple d'efectes especials i marcians verds que venien a destruir la Terra. Burton no tenia la intenció de crear grans efectes espacials, tal com havia fet amb Beetlejuice, tot i l'abundant quantitat que havia rebut per poder dur-los a terme. La cinta va ser un fracàs, però Burton va mantenir el seu estatus de poder i credibilitat com a director. Això es va demostrar amb la gran acollida que va rebre el seu següent projecte: Sleepy Hollow, basada en el relat de Washington Irving  (Sleepy Hollow: la llegenda del genet sense cap), on també va comptar una altra vegada amb Johnny Depp.
El 2000 va fer una nova versió del clàssic del cine de la dècada del 1960, El planeta dels simis amb Estella Warren. Molts es preguntaven si seria capaç de superar o igualar la versió original. Els resultats, com de costum, van dividir a la crítica i als espectadors.
Cap aquesta època el pare de Burton va morir i el director va tenir el seu primer fill amb Helena Bonham Carter. El nen va néixer a Londres el 6 d'octubre de 2003.
A la seva següent producció, Big Fish, Burton farà un homenatge al seu pare. De fet, la pel·lícula va ser molt ben rebuda. Aquesta pel·lícula és una de la menys obscures de Burton, hi destaquen, com sempre, l'impecable disseny d'art i vestuari. És una història on es destaca clarament la gran fantasia que brota de la imaginació de Burton.
A continuació, amb La núvia cadàver, torna a fer servir l'animació quadre a quadre, però resulta, comparativament adulta i culta, i, per això, molts, no l'han sabut entendre. En aquesta cinta Burton fa un homenatge a l'amor per Helena Bonham Carter i tant ella com ell mateix es veuen reflectits en els dos personatges principals, Victor i Emily.
El 2007 va produir la versió cinematogràfica de Sweeney Todd i el 2010 va estrenar Alice in Wonderland. El 2012 va estrenar la pel·lícula d'animació Frankenweenie, de la que ja havia fet un curt l'any 1982, i el 2014 la seva producció Big Eyes.
L'any 2019 va estrenar Dumbo, una pel·lícula d'aventures i fantasia basada en l'original de Disney de 1941 dirigida per ell i amb música de Danny Elfman, i que estava interpretada per Colin Farrell, Michael Keaton, Danny DeVito, Eva Green, Alan Arkin, Roshan Seth i DeObia Oparei, entre d'altres.

## Filmografia
| Any  | Títol                                                                                              | Director | Productor | Guionista | Altres               |
| ---- | -------------------------------------------------------------------------------------------------- | -------- | --------- | --------- | -------------------- |
| 1971 | The Island of Doctor Agor [curtmetratge]                                                           | Sí       |           |           |                      |
| 1979 | Doctor of Doom [curtmetratge]                                                                      | Sí       |           |           |                      |
| 1979 | Stalk of the Celery Monster [curtmetratge]                                                         | Sí       |           | Sí        | Animador             |
| 1981 | The Fox and the Hound                                                                              |          |           |           | Animador             |
| 1982 | Hansel and Gretel [curtmetratge]                                                                   | Sí       |           |           |                      |
| 1982 | Luau [curtmetratge]                                                                                | Sí       |           |           |                      |
| 1982 | Vincent [curtmetratge]                                                                             | Sí       |           | Sí        | Disseny de producció |
| 1982 | Tron                                                                                               |          |           |           | Animador             |
| 1982 | Frankenweenie [curtmetratge]                                                                       | Sí       |           | Sí        |                      |
| 1985 | The Black Cauldron                                                                                 |          |           |           | Artista              |
| 1985 | Pee-wee's Big Adventure                                                                            | Sí       |           |           | Actor                |
| 1988 | Beetlejuice                                                                                        | Sí       |           |           |                      |
| 1989 | Batman                                                                                             | Sí       |           |           |                      |
| 1990 | Edward Scissorhands                                                                                | Sí       | Sí        | Sí        |                      |
| 1992 | Solters (Singles)                                                                                  |          |           |           | Actor                |
| 1992 | El retorn de Batman (Batman Returns)                                                               | Sí       | Sí        |           |                      |
| 1993 | Malson abans de Nadal (The Nightmare Before Christmas)                                             |          | Sí        | Sí        | Disseny de producció |
| 1994 | Cabin Boy                                                                                          |          | Sí        |           |                      |
| 1994 | Ed Wood                                                                                            | Sí       | Sí        |           |                      |
| 1995 | Batman Forever                                                                                     |          | Sí        |           |                      |
| 1996 | James and the Giant Peach                                                                          |          | Sí        |           |                      |
| 1996 | Mars Attacks!                                                                                      | Sí       | Sí        |           |                      |
| 1999 | Sleepy Hollow                                                                                      | Sí       |           |           |                      |
| 2001 | Planet of the Apes                                                                                 | Sí       |           |           |                      |
| 2003 | Big Fish                                                                                           | Sí       |           |           |                      |
| 2005 | Charlie i la fàbrica de xocolata (Charlie and the Chocolate Factory)                               | Sí       |           |           |                      |
| 2005 | La núvia cadàver (Corpse Bride)                                                                    | Sí       | Sí        |           |                      |
| 2007 | Sweeney Todd: el barber diabòlic del carrer Fleet (Sweeney Todd: The Demon Barber of Fleet Street) | Sí       |           |           |                      |
| 2009 | Waking Sleeping Beauty                                                                             |          |           |           | Participant          |
| 2009 | 9                                                                                                  |          | Sí        |           |                      |
| 2010 | Alice in Wonderland                                                                                | Sí       |           |           |                      |
| 2012 | Ombres tenebroses                                                                                  | Sí       |           |           |                      |
| 2012 | Abraham Lincoln: Vampire Hunter                                                                    |          | Sí        |           |                      |
| 2012 | Frankenweenie                                                                                      | Sí       | Sí        | Sí        |                      |
| 2014 | Big Eyes                                                                                           | Sí       | Sí        |           |                      |
| 2016 | Miss Peregrine's Home for Peculiar Children                                                        | Sí       |           |           |                      |
| 2019 | Dumbo                                                                                              | Sí       |           |           |                      |
| 2024 | Beetlejuice Bettlejuice                                                                            | Sí       |           |           |                      |
|      | |          |           |           |                      |

## Premis

### Premis Emmy
| Any  | Categoria                           | Pel·lícula  | Resultat  |
| ---- | ----------------------------------- | ----------- | --------- |
| 1990 | Millor programa infantil d'animació | Beetlejuice | Guanyador |

### Premis Óscar
| Any  | categoria                    | Pel·lícula    | Resultat |
| ---- | ---------------------------- | ------------- | -------- |
| 2006 | Millor pel·lícula d'animació | Corpse Bride  | Nominat  |
| 2013 | Millor pel·lícula d'animació | Frankenweenie | Nominat  |

### Premis Globus d'Or
| Any  | Categoria                             | pel·lícula                                     | Resultat  |
| ---- | ------------------------------------- | ---------------------------------------------- | --------- |
| 1994 | Millor pel·lícula - Comèdia o Musical | Ed Wood                                        | Nominat   |
| 2003 | Millor pel·lícula - Comèdia o Musical | Big Fish                                       | Nominat   |
| 2007 | Millor pel·lícula - Comèdia o Musical | Sweeney Todd: The Demon Barber of Fleet Street | Guanyador |
| 2007 | Millor director                       | Sweeney Todd: The Demon Barber of Fleet Street | Nominat   |
| 2010 | Millor pel·lícula - Comèdia o Musical | Alicie in Wonderland                           | Nominat   |
| 2012 | Millor pel·lícula d'animació          | Frankenweenie                                  | Nominat   |

### Premis BAFTA
| Any  | Categoria                  | Pel·lícula                       | Resultat |
| ---- | -------------------------- | -------------------------------- | -------- |
| 2004 | Millor director            | Big Fish                         | Candidat |
| 2005 | Millor pel·lícula infantil | Charlie i la fabrica de xocolata | Nominat  |
| 2013 | Millor pel·lícula animada  | Frankenweenie                    | Candidat |

### Festival Internacional de Cine de Venecia
| Any  | Categoria                   | Resultat  |
| ---- | --------------------------- | --------- |
| 2007 | LLeó de Or a la Trajectòria | Guanyador |